# Kalmár Elek
Kalmár Elek (Tőkés, 1862. március 22. – Budapest, 1947. október 26.) nyelvész, tankönyvíró, főgimnáziumi tanár, tankerületi címzetes főigazgató.

## Élete
Szülei Kalmár János főerdőőr és Sánta Anatolia.
Szamosújvárban végezte az algimnáziumot Fogarasy Mihály erdélyi püspök költségén, majd Kolozsvárott tanult. 1881-1886 között Budapesten tanári oklevelet szerzett.
Előbb a gyakorló iskolában, majd 1889-ig a budapesti II. kerületi főgimnáziumban tanított. 1889- a Lőcsei Főgimnázium latin és görög, majd francia nyelvtanára lett. Később a gyorsírókör, majd a katonai előkészítés vezetője, illetve a Deák-asztal első alelnöke. 1901-től a főgimnázium igazgatója volt. 1903-tól megkezdte az új szecessziós főgimnáziumi épület építtetését, melyet 1912-ben fejeztek be. 1913-tól máig ez a lőcsei gimnázium főépülete. A csehszlovák államfordulat során 1919. március 31-től František Matejček magyarbródi morva professzort bízták meg az iskola vezetésével, ami ellen tiltakozott. Még májusban javasolták és megkapták az engedélyt az iskola átnevezésére Vavro Šrobárról. A források szerint ezután elmenekült Lőcséről és a budapesti VIII. kerületi állami főgimnázium fiókintézetének (Hunyadi János Gimnázium) vezetője lett. 1921-ben tankerületi királyi főigazgatói címet kapott és nyugdíjba vonult. A Hunyadi János Gimnázium ekkor megszűnt.
A pestszenterzsébeti magán leánygimnázium egyik alapítója. A Farkasréti temetőben nyugszik.
Nyelvészeti kutatásai a Nyelvtudományi Közleményekben és a Magyar Nyelvőrben jelentek meg. Szerkesztette a Lőcsei Főgimnázium Értesítőjét, cikkei jelentek meg a Szepesi Hírnökben.
A Lőcsei Kaszinó, a Lőcsei Magyar Színpártoló Egyesület és a Felvidéki Magyar Közművelődési Egyesület szepesmegyei körének választmányi tagja volt.

## Művei
- 1893-1894 Iskolai magyar nyelvtan elemzés alapján I–II. Budapest
- 1893/1902 Magyar olvasókönyv. Budapest
- 1893 A beszterczei szójegyzék. Nyelvtudományi Közlemények
- 1894 A schlägli szójegyzék. Nyelvtudományi Közlemények
- 1901 Rendszeres magyar nyelvtan a közép- s polgári iskolák III. osztálya számára. Budapest
- 1904 A mondatrészek. Budapest
- 1907 Tanári Névkönyv. Lőcse
- 1910 Középiskolai tanári névkönyv XI. Lőcse
- 1913 Új épületünk. In: A Lőcsei Kir. Kat. Főgimnázium 1913-1914. évi Értesítője
- 1933 A mondat ábrázolása. Budapest
- Szemelvények Titus Livius történetéből